# Het Belang van Limburg
Het Belang van Limburg è un giornale belga in lingua olandese che, come Gazet van Antwerpen, De Standaard e Het Nieuwsblad/De Gentenaar, è pubblicato da Mediahuis.
La rivista ha una diffusione di poco meno di 100 000 copie (2015), che si traduce in un tasso di penetrazione molto alto per una provincia come il Limburgo belga con circa 850 000 abitanti. Nel 2006, il giornale è passato al formato tabloid più piccolo, che è stato accompagnato da un cambiamento nella struttura e nel layout del giornale. I redattori capo di Het Belang van Limburg sono Ivo Vandekerckhove e Indra Dewitte.

## Storia
Il 6 dicembre 1879 i fratelli Nicolaas e Jozef Theelen fondarono la rivista di opinione Het Algemeen Belang der Provincie Limburg. Il giornale è stato prodotto fino alla prima guerra mondiale e poi ha interrotto la propria attività. Dopo la guerra il figlio Frans Theelen (1885-1971) fondò diversi giornali e nel 1927 fondò la compagnia di stampa "Uitgeverij Concentra". Il 1º gennaio 1933, la rivista venne alla luce con il nome attuale attraverso la fusione di vari quotidiani regionali e da quel momento apparve ogni giorno. Da quell'anno Hubert Leynen divenne il primo redattore capo di Het Belang. Il giornale non è apparso durante l'occupazione. Nel 1953, Theelen affidò la compagnia a Jan Baert, che era sposato con la figlia di sua sorella, Antonia Theelen. Allo stesso tempo, riorganizzò la sua attività nel N.V Concentra, di cui rimase vice direttore fino alla sua morte nel 1971. Quando Baert morì nel 1986, Concentra era diventata un'importante azienda multimediale, che, oltre a un quotidiano, pubblica anche diversi giornali locali gratuiti, partecipa a radio locali non pubbliche (via Cobra) e si impegna in tutti i tipi di distribuzione e elaborazione di informazioni. Nel 1996, Concentra divenne partner di N.V. De Vlijt nell'allora consolidato Regionale Uitgeversgroep (R.U.G.), che pubblica, tra gli altri, Gazet van Antwerpen e in cui Concentra prese la partecipazione di maggioranza nel 1997. Nel 2013, Concentra ha creato il nuovo gruppo Mediahuis insieme a Corelio.